# Ludovico da Venezia
Ludovico da Venezia (detto anche Ludovico Donati e Ludovicus de S. Martino de Venetiis; Venezia, 1330/1340 – Genova, 11 gennaio 1386 o dicembre 1385) è stato un francescano, teologo e cardinale italiano.

## Biografia

### Origini
Delle sue origini si hanno scarsissime notizie. La data - approssimativa - di nascita si può desumere da quella in cui conseguì la laurea (1363). Se si presta fede ad alcune fonti che lo indicano come Ludovicus de S. Martino de Venetiis, dovrebbe essere nato a Venezia nella contrada di San Martino.
Una tradizione erudita gli ha assegnato il cognome Donati e lo ha ritenuto membro della famiglia patrizia Donà, ma questa notizia non è in alcun modo confermata dalla documentazione storica. Il Ghedina ha notato come, quando fu proposto al cardinalato, il Senato veneziano lo avesse presentato come civis noster e non nobilis noster, quindi non avrebbe avuto ascendenze aristocratiche.

### Formazione e carriera
La prima notizia sul suo conto risale al 17 giugno 1362, quando il capitolo generale dei frati minori, durante un'assemblea a Strasburgo, lo inviò al convento di San Francesco di Pisa come lector principalis. Si può presumere che Ludovico, appartenente alla provincia francescana di Sant'Antonio (quella estesa sul Nordest italiano), si fosse formato presso il convento veneziano dei Frari dove era stato indirizzato al cursus studiorum. Divenne grande esperto di filosofia e teologia, nonché un ottimo oratore, tenendo corsi in vari conventi dell'Ordine.
Dopo aver trascorso meno di un anno a Pisa, chiese a papa Urbano V di essere esonerato dall'insegnamento per cinque anni in modo da conseguire la licenza magistrale; ciò significa che in quella data aveva svolto sei anni di lettorato. Poco dopo il pontefice incaricò i maestri Pietro Tommaso, arcivescovo di Creta, e Giovanni de Caturco, vescovo di Torcello, di esaminare il candidato e, eventualmente, di conferirgli il titolo (cosa che in effetti avvenne).
Divenuto uno dei più importanti intellettuali dell'epoca, Ludovico fece sicuramente parte del movimento chiamato a fondare e organizzare le facoltà di teologia nelle università. Secondo Francesco Antonio Benoffi fu coinvolto nell'apertura di quella di università di Padova (15 aprile 1363); è certa, invece, la sua presenza alla solenne inaugurazione di quella di università di Bologna (2 giugno 1364).
Durante i pontificati di Urbano V e Gregorio XI fu inquisitore a Venezia e nella Marca Trevigiana, ruolo che ricoprì per più di dieci anni a partire dal 1367 (e forse anche da prima). Inoltre, negli anni 1370 gli furono conferiti incarichi sempre più importanti in seno all'Ordine francescano: fu ministro della provincia di Sant'Antonio (dal 1370 al 1373 e poi dal 1376 al 1378 almeno) e procuratore dell'Ordine presso la Curia papale (dal 1374).
Grazie alla sua abilità oratoria svolse al contempo l'attività di ambasciatore per conto della Santa Sede. Nel 1377 fu a Firenze per dirimere la lite tra il pontefice e la città (la cosiddetta guerra degli Otto Santi), ma non ebbe successo.
Il 5 gennaio 1378 il Senato veneziano lo propose con altri alla guida della diocesi di Ceneda. All'inizio di maggio prese parte al capitolo provinciale che si era riunito a Padova, mentre il 3 e il 4 ratificò gli accordi tra Bonifacio e Rainaldino Lupi e i frati della basilica di Sant'Antonio. Il 6 maggio rispose a Ludovico II Gonzaga in merito alla nomina del visitatore delle suore clarisse di Mantova.

### Lo Scisma d'Occidente e le missioni in Ungheria
Con l'avvento dello Scisma d'Occidente, nello stesso 1378, anche l'Ordine dei minori finì per dividersi. Poiché il generale dell'Ordine Leonardo Rossi si era dichiarato fedele all'antipapa Clemente VII, papa Urbano VI lo dichiarò decaduto e nominò Ludovico da Venezia vicario con lo scopo di convocare a Esztergom i comizi generali per la nomina del nuovo capo dei francescani. Come prevedibile, il 28 maggio 1379 fu eletto all'unanimità. Erano presenti solo 12 delle 34 province in quanto quelle Francia, Scozia, Navarra e Spagna si erano schierate con l'antipapa; il 1º ottobre, infatti, queste organizzarono un'assemblea analoga in cui elessero Angelo Brandolini.
Nel periodo successivo il pontefice affidò a Ludovico le trattative con il re ungherese Luigi I d'Angiò per convincerlo ad abbandonare la lega antiveneziana (erano gli anni della guerra di Chioggia) e di contrapporsi, piuttosto, alla regina di Napoli Giovanna I d'Angiò che sosteneva l'antipapa. Per tutto il 1379, quindi, il frate fu ambasciatore pontificio e anche capo dei diplomatici (Zaccaria Contarini, Giacomo Priuli, Michele e Nicolò Morosini, Giovanni Gradenigo) inviati dalla Serenissima per concludere la pace. Le trattative, intavolate con Carlo di Durazzo, si protrassero a lungo spostandosi anche a Sacile e a Treviso ma non portarono a nulla.
Nonostante ciò non perse la stima della Repubblica di Venezia che il 30 luglio 1381, essendo morto l'altro candidato Tommaso Frignani, decise di proporlo al cardinalato. La richiesta fu accolta e in data imprecisata (forse il 18 settembre; la cerimonia dovrebbe collocarsi il 21 dicembre) Ludovico fu nominato cardinale presbitero di San Marco.

### La prigionia e la morte
Il favore del pontefice, tuttavia, gli venne meno a causa del fallimento di una nuova missione presso gli Angioini. Dopo la sconfitta di Giovanna I e la morte di Luigi I, la corona di Napoli era passata a Carlo di Durazzo (giugno 1381); nella primavera successiva Ludovico, Bartolomeo Mezzavacca e Niccolò Moschino Caracciolo si recarono presso il sovrano chiedendogli di mantenere quanto promesso in merito al ducato di Capua che, dopo la sua incoronazione, sarebbe dovuto passare a Francesco Prignano nipote del papa. 
La richiesta non venne accolta. Ludovico, sospettato di tradimento, si portò a Roma sperando di non incorrere nell'ira del papa. Ma il 15 ottobre fu accusato di disobbedienza e venne chiamato a discolparsi. Dovette pertanto tornare nel regno di Napoli: qui si trovavano Urbano e la sua Curia, spostandosi ora ad Aversa, ora a Napoli, ora a Nocera, di fatto prigionieri di re Carlo. 
Nell'estate 1384 propose al papa di trovare un accordo con il sovrano, ma l'11 gennaio 1385, alla fine di un pubblico concistoro, fu accusato di lesa maestà e di complottare contro il pontefice. Arrestato con altri cinque cardinali (Giovanni da Amelia, Gentile di Sangro, Bartolomeo da Cogorno, Marino del Giudice e Adam Easton), fu torturato ma professò sempre la propria innocenza evocando le parole della prima lettera di Pietro. 
Nel settembre 1385 il pontefice riuscì a fuggire stabilendosi a Genova con al seguito la Curia e i cinque prigionieri. Qui, probabilmente nella prima metà del dicembre 1385, vennero giustiziati; solo l'Easton venne risparmiato grazie alle pressioni del re d'Inghilterra. 
Le spoglie di Ludovico furono sepolte nella chiesa genovese di San Francesco.